# Vosztok űrhajó

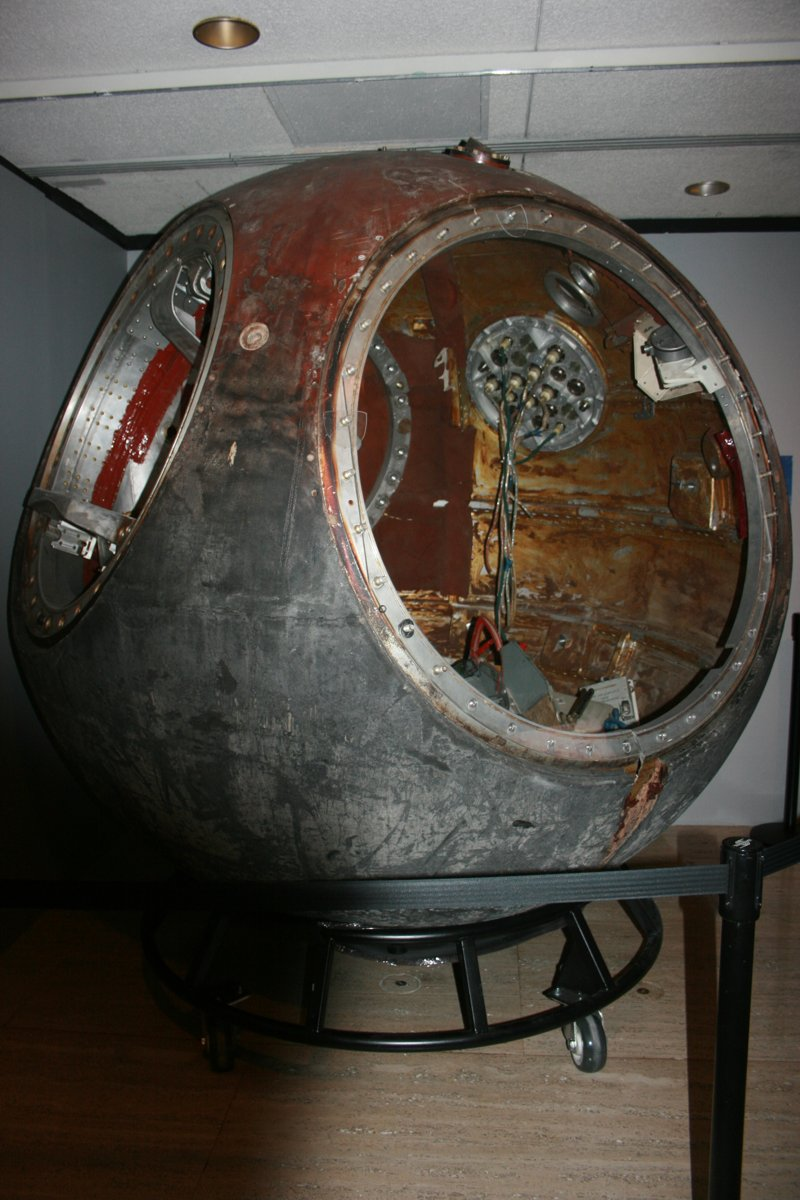
A Vosztok űrhajó visszatérő egysége

A Vosztok szovjet űrhajó az első, embert szállító rendszer, amely képes volt megkerülni a Földet és utasát biztonságosan visszajuttatni a földre. A Vosztok űrhajón alapul a fényképezőgépekkel felszerelt Zenyit–2 felderítő műhold.
A kapszula nem volt alkalmas arra, hogy az utasával együtt biztonságban érjen földet, mivel nem volt rajta fékező hajtómű, ezért az űrhajós a földet érés előtt katapultált, és saját ejtőernyővel ért le a talajra.

## Főbb jellemzői
- Tömege 4500–5000 kg
- Indítása háromfokozatú R–7 hordozórakétával történik
- Teherbírása: 1 személy és a szükséges létfenntartó berendezések, készletek
- A visszatérés a légkörbe ballisztikus pályán történik, a kabint a műszermodul fékezőrakétája lassítja, majd leválik a kabinról, ezután a hővédő pajzs lassítja a kabint, majd kisebb magasságban kinyílik a kabin ejtőernyője, a visszatérés utolsó fázisában az űrhajós 4000–7000 m magasságban katapultál és saját ejtőernyővel ér földet
- A kapszulában az űrhajós űrruhát visel, amely a kabin létfenntartó rendszerétől függetlenül még négy óráig képes az élet feltételeit biztosítani
- A rendszer orbitális pályán nem tudott manőverezni, mert a rakétákat nem lehetett újraindítani, ezért csak a visszatéréskori fékezésre tudták azokat használni (a korabeli amerikai eszközökhöz hasonlóan)

### Vosztok űrkabin
A Vosztok űrkabin gömb alakú, átmérője 2,3 m, ehhez csonkakúp alakú, 2,25 m hosszú műszermodul csatlakozik négy acélszalaggal. A műszermodulban találhatók az akkumulátorok, az oxigéntartályok, a navigációhoz szükséges berendezések és a visszatéréskor használható fékező hajtómű.
A kabinban egyetlen űrhajósnak van hely, aki katapultülésként is funkcionáló ülésben ül. A kabinnak három ablaka van, továbbá filmes és televíziós kamera, a földdel kapcsolatot tartó rádiók (URH és rövidhullámú), életfenntartó berendezések, élelmiszer és víz. A kabin tetején két antenna van. A kabin külseje eltávolítható réteggel van bevonva. A kabin alakja úgy van kialakítva, hogy a légkörbe való visszatéréskor olyan pozícióba áll be, hogy a hővédő pajzs alulra kerüljön. A műszermodulnál folyékony hajtóanyagú rakéta található, amit visszatéréskor fékezésre használnak, majd a műszermodul leválik a kabinról és a légkörben elég.

## Változatai

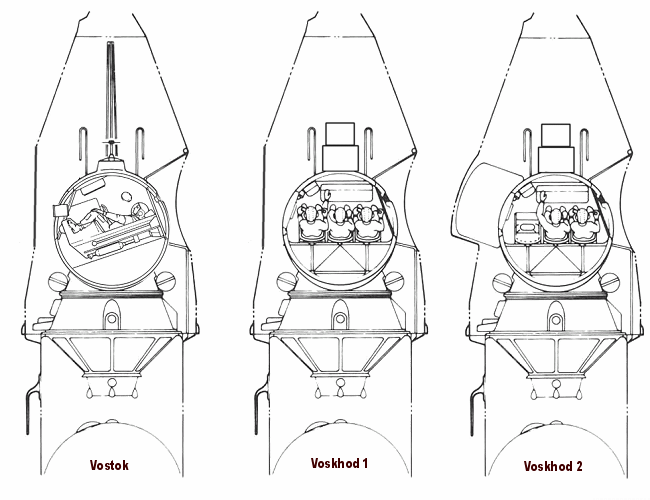
A Vosztok/Voszhod verziók vázlata

## Változatai[2]

### Vosztok 1K
Az emberes űrhajó prototípusa, hat tesztrepülést végzett.

### Vosztok 3KA
Az első emberes repülést végrehajtó változat
- Első repülés: 1961. 03. 09.
- Első emberes repülés: 1961. 04. 12. (Vosztok–1)
- Repülések száma: 8, ebből 6 emberes
- Személyzet: 1 fő
- Üzemidő: 10 nap
- Teljes hossz: 4,4 m
- Legnagyobb átmérő: 2,4 m
- Teljes tömeg: 4730 kg

#### Visszatérő egység
- Személyzet: 1 fő
- Átmérő: 2,3 m
- Levegő: nitrogén+oxigén (tengerszinti nyomáson)

#### Szerviz modul
- Átmérő: 2,4 m
- Hossz: 2,3 m
- Tömeg: 2270 kg
- Visszatérő rakéták tolóereje: 15,83 kN
- Égésideje: 266 s
- Energiaellátás: akkumulátorokkal

### Vosztok 3KV
- Repülések száma: 2
- Első repülés: 1964. október 6. (személyzet nélkül)
- Utolsó repülés: 1964. október 12. (Voszhod–1)
- Személyzet: 3 fő (űrruha nélkül)
- Teljes hossz: 5 m
- Legnagyobb átmérő: 2,4 m
- Tömeg: 5682 kg
- Energiaellátás: akkumulátorokkal

#### Visszatérő egység
- Személyzet: 3 fő (űrruha nélkül)
- Átmérő: 2,3 m
- Tömeg: 2900 kg

### Vosztok 3KD
- Repülések száma: 2
- Első repülés: 1965. február 22. (személyzet nélkül)
- Utolsó repülés: 1965. március 18. (Voszhod–2)
- Személyzet: 2 fő (űrruhában)
- Tömeg: 5343 kg

#### Visszatérő egység
- Személyzet: 2 fő (űrruhában)
- Átmérő: 2,3 m
- Tömeg: 2900 kg

## Próbaindítások
1. Korabl-Szputnyik–1 – 1960. május. 15-én indították. Egy keringést végzett a Föld körül. A fékezőrakétát rossz pozícióban indították be, ezért a visszatérés helyett magasabb pályára állt és csak 1962-ben süllyedt vissza a légkörbe, ahol nagyrészt megsemmisült, kisebb darabjai az Egyesült Államok területén csapódtak be.
2. Korabl-Szputnyik–2 – 1960. július. 28. A start után 28 másodpercben meghibásodás lépett fel, a fedélzeten utazó kutyák elpusztultak.
3. Korabl-Szputnyik–3 – 1960. augusztus. 9. Sikeres visszatérés.
4. Korabl-Szputnyik–4 – 1960. december. 1. A visszatérés során megsemmisült.
5. Korabl-Szputnyik–5 – 1960. december. 22. Az indítás utáni 425. másodpercben meghibásodás lépett fel, a kapszula a kutyákkal sikeresen visszatért.
6. Korabl-Szputnyik–6 – 1961. március. 9. Sikeres visszatérés.
7. Korabl-Szputnyik–7 – 1960. március. 25. Sikeres visszatérés.

## További tudnivalók
- A Vosztok–2 volt az első emberes űrrepülés, ami egy egész napon át tartott.[3]
- A Szputnyik–10 gyakorlatilag Vosztok űrhajó volt, annak tesztváltozataként használták.[4] A visszatérő egységet (üresen) 2011-ben Gagarin repülésének 50. évfordulóján árverésre bocsátották.[5][6][7]

## Utóélete
A Vosztok űrhajók áttervezéséből született a két emberes repülést megélt Voszhod űrhajó, valamint a biológiai kísérletekre használt Bion műholdak és az űrhajóval párhuzamosan fejlesztett Zenyit felderítő műholdak.

## Külső hivatkozások
- Murphy, Sarah M. Vostok Spacecraft, Crews, and Launch Vehicles. The Astronaut Connection